# Quakers de Saskatoon
Les Quakers de Saskatoon sont une équipe de hockey sur glace qui était basée à Saskatoon, dans la province de la Saskatchewan, au Canada de 1945 à 1959. En 1952, les Quakers remportent le titre de champion de la Pacific Coast Hockey League.

## Histoire
Les Quakers sont fondés en 1945 dans la Western Canada Senior Hockey League (WCSHL) sous le nom de Elks de Saskatoon, nom qu'ils conservent pendant deux saisons avant d'être renommés Quakers. Ils remportent cette ligue amateur en 1950-1951. La saison suivante, alors que la WCSHL fusionne avec la Pacific Coast Hockey League, les Quakers deviennent professionnels et ils remportent le titre de champion dès leur première saison. Ils jouent ensuite quatre nouvelles saisons dans la ligue qui a pris le nom de Western Hockey League en 1952 avant de cesser leurs activités en raison de l'accroissement des coûts.
En 1957, l'équipe est reformée en partenariat avec la ville de Saint Paul sous l'appellation Regals de Saskatoon et de Saint Paul. Elle joue alors alternativement ses matchs à domicile à Saint Paul et à Saskatoon. Cette association ne fonctionne pas et l'équipe reprend le nom de Quakers pour la saison 1958-1959. C'est la dernière saison de l'équipe qui cesse à nouveau ses activités.
Une équipe amateur portant le même nom dispute ensuite plusieurs championnats entre 1959 et 1972.

## Statistiques

### WSCHL
| No | Saison    | PJ | V  | D  | N | BP  | BC  | Pts | Classement | Séries éliminatoires | Nom de l'équipe      |
| -- | --------- | -- | -- | -- | - | --- | --- | --- | ---------- | -------------------- | -------------------- |
| 1  | 1945-1946 | 36 | 14 | 19 | 2 | 104 | 147 | 30  | 3e         |                      | Elks de Saskatoon    |
| 2  | 1946-1947 | 40 | 15 | 23 | 2 | 151 | 210 | 32  | 4e         |                      | Elks de Saskatoon    |
| 3  | 1947-1948 | 48 | 19 | 27 | 2 | 187 | 239 | 40  | 5e         |                      | Quakers de Saskatoon |
| 4  | 1948-1949 | 48 | 8  | 38 | 2 | 144 | 307 | 18  | 5e         |                      | Quakers de Saskatoon |
| 5  | 1949-1950 | 50 | 24 | 25 | 1 | 190 | 227 | 49  | 3e         |                      | Quakers de Saskatoon |
| 6  | 1950-1951 | 59 | 31 | 27 | 1 | 246 | 234 | 63  | 3e         | Champions            | Quakers de Saskatoon |

### PCHL
| No | Saison    | PJ | V  | D  | N  | BP  | BC  | Pts | Classement | Séries éliminatoires | Nom de l'équipe      |
| -- | --------- | -- | -- | -- | -- | --- | --- | --- | ---------- | -------------------- | -------------------- |
| 7  | 1951-1952 | 70 | 35 | 21 | 14 | 273 | 225 | 84  | 2e         | Champions            | Quakers de Saskatoon |

### WHL
| No | Saison    | PJ | V  | D  | N  | BP  | BC  | Pts | Classement | Séries éliminatoires | Nom de l'équipe                      |
| -- | --------- | -- | -- | -- | -- | --- | --- | --- | ---------- | -------------------- | ------------------------------------ |
| 8  | 1952-1953 | 70 | 35 | 26 | 9  | 268 | 240 | 79  | 1er        |                      | Quakers de Saskatoon                 |
| 9  | 1953-1954 | 70 | 32 | 29 | 9  | 226 | 214 | 73  | 3e         |                      | Quakers de Saskatoon                 |
| 10 | 1954-1955 | 70 | 19 | 41 | 11 | 207 | 273 | 49  | 6e         |                      | Quakers de Saskatoon                 |
| 11 | 1955-1956 | 70 | 27 | 35 | 8  | 208 | 249 | 2   | 3e         |                      | Quakers de Saskatoon                 |
| 12 | 1957-1958 | 70 | 25 | 45 | 0  | 214 | 323 | 50  | 4e WHLP    |                      | Regals de Saskatoon et de Saint Paul |
| 13 | 1958-1959 | 64 | 29 | 31 | 4  | 208 | 201 | 62  | 4e Prairie |                      | Quakers de Saskatoon                 |